# کمیسیون نظامی مرکزی حزب کمونیست ویتنام
کمیسیون نظامی مرکزی (به ویتنامی: Quân Ủy Trung ương)

کمیسیون نظامی مرکزی تحت نظارت و رهبری حزب کمونیست ویتنام است.

عالی‌ترین ارگان حزبی ویتنام در زمینه سیاست نظامی است. اعضای آن شامل برخی از اعضای دفتر سیاسی و رهبران نظامی است. کمیسیون نظامی مرکزی توسط دبیرکل حزب کمونیست ویتنام رهبری می‌شود. دبیرکل فعلی حزب نگوین فو ترونگ است.
اساسنامه حزب کمونیست ویتنام بیان می‌کند که ارتش خلق ویتنام تحت رهبری مطلق، مستقیم و همه‌جانبه حزب است. عضویت کمیسیون نظامی مرکزی توسط کمیته مرکزی حزب تعیین می‌شود. کمیسیون نظامی مرکزی در برابر دفتر سیاسی و دبیرخانه حزب مسئول است. اولویت اصلی آن نظارت بر امور حزب در داخل ارتش خلق ویتنام است که توسط اداره کل سیاسی نمایندگی می‌شود.
از زمان پایان جنگ ویتنام در سال ۱۹۷۵، هنجار این بوده است که حداقل دو ژنرال ارتش خلق ویتنام باید در دفتر سیاسی حزب نماینده داشته باشند. با این حال از سال ۱۹۷۵ تعداد ژنرال‌های ارتش خلق ویتنام که در کمیته مرکزی نمایندگی می‌کنند کاهش یافته است.
ارتش خلق ویتنام نقش بزرگی در توسعه اقتصادی ایفا کرده است. در سال ۱۹۳۳، ژنرال‌های ارتش از ۳۳ وزارتخانه، ۵ وزارتخانه را در اختیار داشتند. به دلیل نقش ارتش در توسعه اقتصادی، وزارت دفاع اداره کل توسعه اقتصادی را ایجاد کرد. کمیسیون، روزنامه ارتش خلق را همراه با وزارت دفاع ملی منتشر می‌کند.